# Jakob Lange (botaniker)
 Der er flere personer med dette navn, se Jakob Lange.
Jakob Emanuel Lange (2. april 1864 i Flensborg – 27. december 1941 i Odense) var en dansk botaniker, mykolog og socialøkonom. Hans mest kendte værk er Studies in the Agarics of Denmark I-XII, 1914–38, og  Flora agaricina Danica I-V, 1935–40, der gengiver hans akvareller, af ca. 1200 danske storsvampe med stor detailrigdom og med engelsk tekst. Han var far til Morten Lange.
Han er begravet på Assistens Kirkegård i Odense.
Autornavnet J.E.Lange kan bruges for Jakob Lange (botaniker) sammen med et videnskabeligt artsnavn inden for botanikken. (Wikipedia-artikler der bruger autornavnet)